# 朱多炘
朱多炘（1537年1月10日—1599年8月13日），號夢江，明朝鎮國中尉、瑞昌王府宗理。

## 生平
瑞昌恭僖王朱奠墠玄孫，奉國將軍朱拱枘長子。嘉靖十五年十二月二十九日（1537年1月10日）生，封鎮國中尉。萬曆二十二年正月二十七日（1594年3月18日）因朱多煡年老，朱多炘接替其管理府事。萬曆二十七年六月二十三日（1599年8月13日）去世，享年六十三歲，其後何人管理府事不詳。萬曆三十五年閏六月十二日（1607年8月4日）由奉國將軍朱多啖接替管理府事。

## 家庭

### 妻妾
- 恭人彭氏（1531年－1600年）
- 內助方氏（1538年－？）[1]

### 子孫
- 長子：輔國中尉朱謀𪔄（1559年－1620年）
  - 孫：奉國中尉朱統𬫏（1588年－1642年）
- 第二子：輔國中尉朱謀雄（1564年－1615年）
- 第三子：輔國中尉朱謀坊（1574年－1634年）[4]
  - 孫：奉國中尉朱統鉪（1609年－1657年）[5]